# Eimoman
Eimoman es el nombre artístico de Jaime Fernández, un rapero madrileño nacido en el año 1978.

## Biografía
Inició su carrera musical como miembro del grupo Coartada Perfecta, sacando dos maquetas a la luz. En el año 2001 se desvincula del grupo y comienza a trabajar por su cuenta. Su primera aparición en solitario fue en la maqueta "Lo Típico" de Dj Ochoa. En el año 2004 edita Trepanación Anal, una maqueta en la que además de producir dos temas él mismo, cuenta con conocidos productores musicales a nivel nacional tales como Jefe de la M, El Cerebro, Zonah, Big Hozone, Dj Ochoa y Mr. K. Dicha maqueta se ha distribuido de forma gratuita en internet.
Participó junto con Zénit, Bako, L.E. Flaco, Artes aka 1/29, Doble H, Crae y Cerroman para crear un tema conmemorativo del los atentados del 11 de marzo de 2004 en Madrid. Es un tema que destaca por mostrar los diferentes estilos de los artistas, pero todos con el prisma crítico que caracteriza muchas de las canciones de hip-hop en español.
En 2006 lanza su segunda maqueta bajo el seudónimo de Willie Emarl titulada Ellos me obligaron. En ella se puede apreciar el cambio en sus letras. Seis cortes producidos en su mayoría por El Cerebro, con un contenido más serio, político y directo; dejando un poco a un lado el sentido del humor y desenfado del que hizo gala en "Trepanación anal".

## Discografía

### Como Eimoman
- "Trepanación anal" (Maqueta) (Independiente, 2004)
- "The Westape" (LP) (Gris Materia Records, 2008)

### Como Willie Emarl
- "Ellos me obligaron" (Maqueta) (Independiente, 2006)

## Colaboraciones
- Ehler Danloss "Amor de mono" ("el track 8") (2005)
- WAR4 "Yo Rap Tu Chita" ("Llueve a mi gusto") (2005)
- DJ Real & El Cansino "Las Aventuras De Al Tapone Y Jon Polletti" ("Delfines") (2005)
- Soultime "Soultime" ("Club Crystal") (2005)
- Látigo "Narcolepsia 05" ("In nomine patri") (2005)
- Al Trasteh "Del dicho al hecho" ("Eutanasia") (2005)
- L.E. Flaco "La Especie" ("Las personalidades de Timmy Parker") (2006)
- Marco "Frenesí" ("Cierra los ojos y abre la boca") (2006)
- El Cerebro "Simbiosis" ("Eimo vs Emilio Rojas aka Raks One") (2007)
- Mitsuruggy "La Luz" ("28 Locos (Con Eimo A.K.A Willy Emarl Y Sholo Truth)") (2007)